# Jelcz 021
Jelcz 021 – polski przegubowy autobus miejski produkowany seryjnie w latach 1967–1979 przez Jelczańskie Zakłady Samochodowe w Jelczu (obecnie Jelcz-Laskowice) koło Oławy.

## Historia modelu
W trakcie eksploatacji autobusów przegubowych MPA AP-62 i Jelcz AP-02 ujawnione zostały wady oraz niedoskonałości tych konstrukcji, które przyczyniały się do utrudnień w ich użytkowaniu. Głównymi problemami była niska zwrotność oraz zachodzenie tylnego członu na zakrętach, wynikające z dużej długości drugiej sekcji pojazdu oraz zwisu tylnego.
W 1966 roku w wyniku prac konstruktorów Jelczańskich Zakładów Samochodowych zbudowano 2 prototypy, zmodernizowanego autobusu o oznaczeniu Jelcz 021. Model ten w stosunku do swojego poprzednika charakteryzował się skróconą o 187 cm tylną sekcją nadwozia oraz zmniejszonym o 145 cm rozstawem drugiej i trzeciej osi. W celu zapewnienia zwiększonej wymiany pasażerów, zastosowano szersze czteropłatowe drzwi środkowe o szerokości 1260 mm, w miejsce występujących w poprzedniku drzwi dwupłatowych. Zmiany w układzie jezdnym objęły zastosowanie tylnej osi skrętnej z samochodu ciężarowego Żubr A80, zamiast komponentu importowanego z Francji. Prototypowe pojazdy skierowane zostały do próbnej eksploatacji w MPK Wrocław, a pozytywne rezultaty testów przyczyniły się do rozpoczęcia produkcji seryjnej tego autobusu w 1967 roku.
Nadwozie autobusu Jelcz 021 było osadzone na podłużnicowej, nitowanej ramie z tłoczonej blachy stalowej. Sekcja przednia oraz tylna złączone były ze sobą poprzez przegub kulowy, nad którym umieszczono obrotową płytę stanowiącą element łączący dwie sekcje wewnątrz autobusu. Na zewnątrz miejsce łączenia członów, zostało zamaskowane opończą wykonaną z impregnowanego płótna. Poszycie zewnętrzne wykonane zostało z blach stalowych mocowanych do szkieletowej konstrukcji nadwozia poprzez nity. Wnętrze o wysokości 1900 mm, przeznaczone zostało do przewozu 136 pasażerów, z czego 42 na miejscach siedzących. Wewnątrz przestrzeń pasażerska wykończona została lakierowanymi płytami pilśniowymi.
Do napędu autobusu pojazdu zastosowano importowany z Czechosłowacji wyposażony w bezpośredni wtrysk paliwa, 6-cylindrowy, rzędowy silnik wysokoprężny typu Škoda 706RT o pojemności skokowej 11 781 cm³ i mocy maksymalnej 117,6 kW (160 KM). Jednostka napędowa zblokowana została z 5-biegową manualną, zsynchronizowaną skrzynią biegów. Silnik umieszczony został w przedniej części pojazdu nad osią kół przednich, napęd na środkowy most napędowy przekazywany był poprzez dwuczęściowy wał o konstrukcji rurowej.
W 1969 roku wprowadzono do oferty eksportową wersję o oznaczeniu Jelcz 021E, która przeznaczona była dla odbiorców z Niemieckiej Republiki Demokratycznej. Produkcję seryjną modelu Jelcz 021 zakończono w 1979 roku.

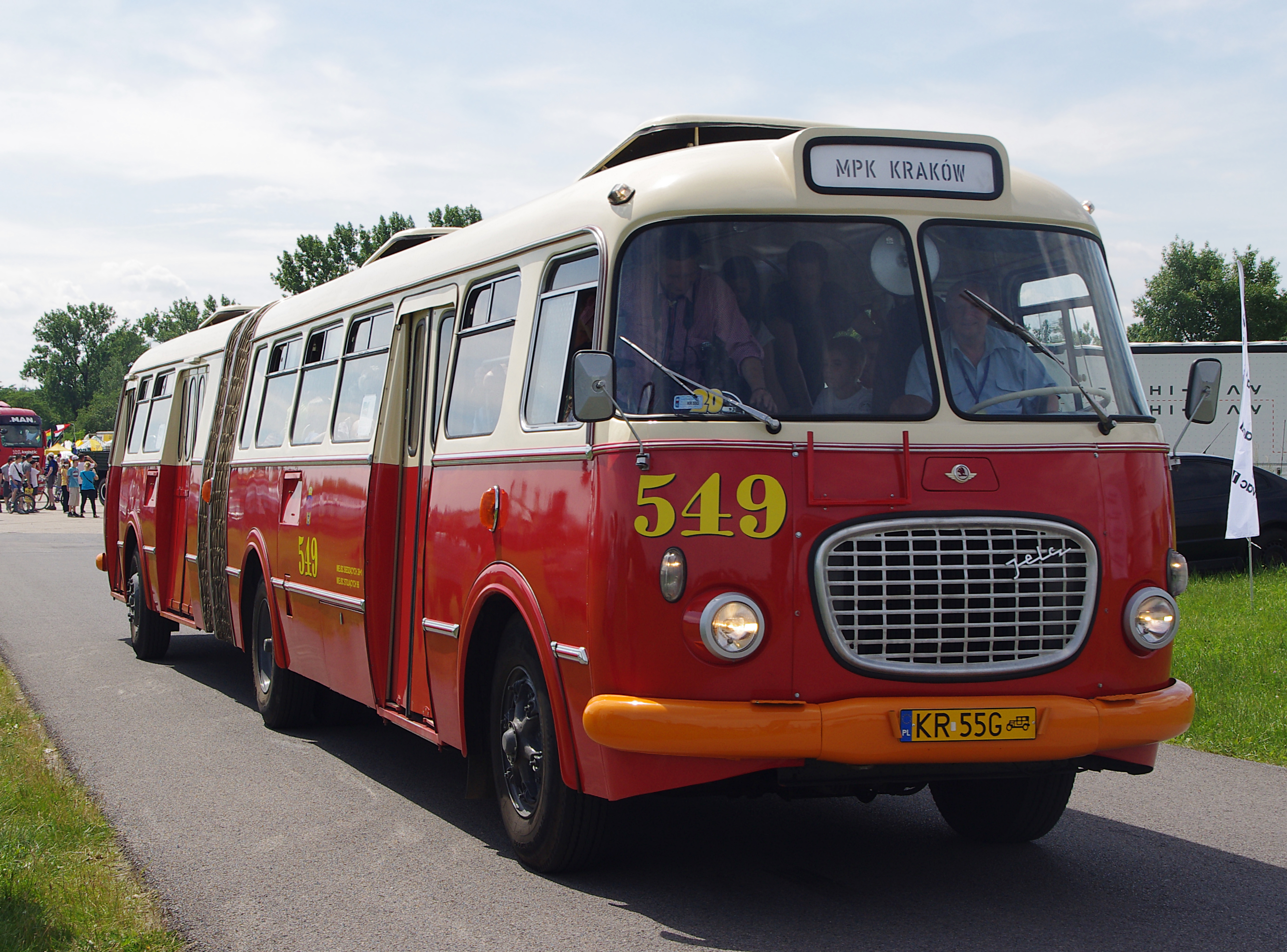
Jelcz 021, egzemplarz krakowski
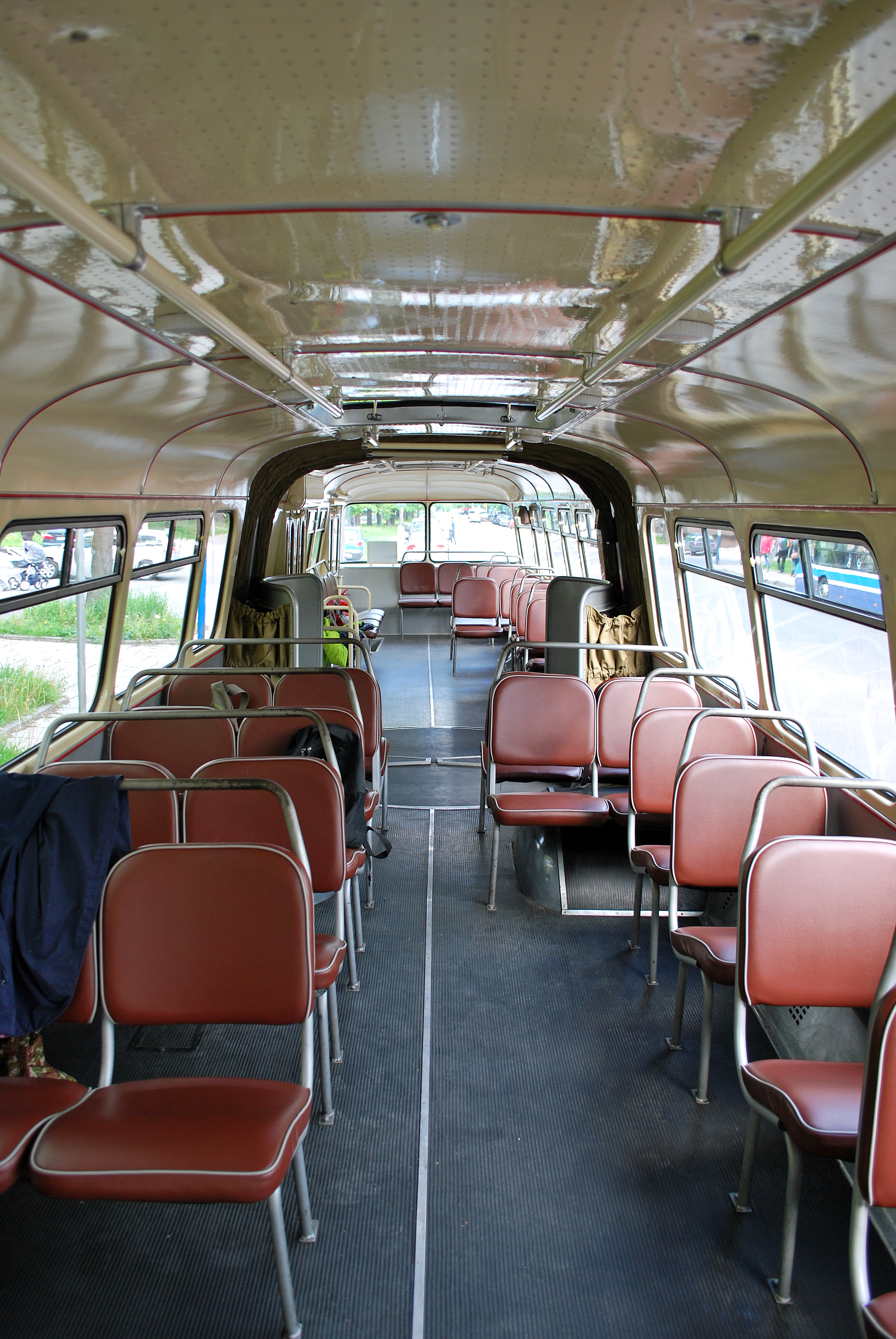
Wnętrze
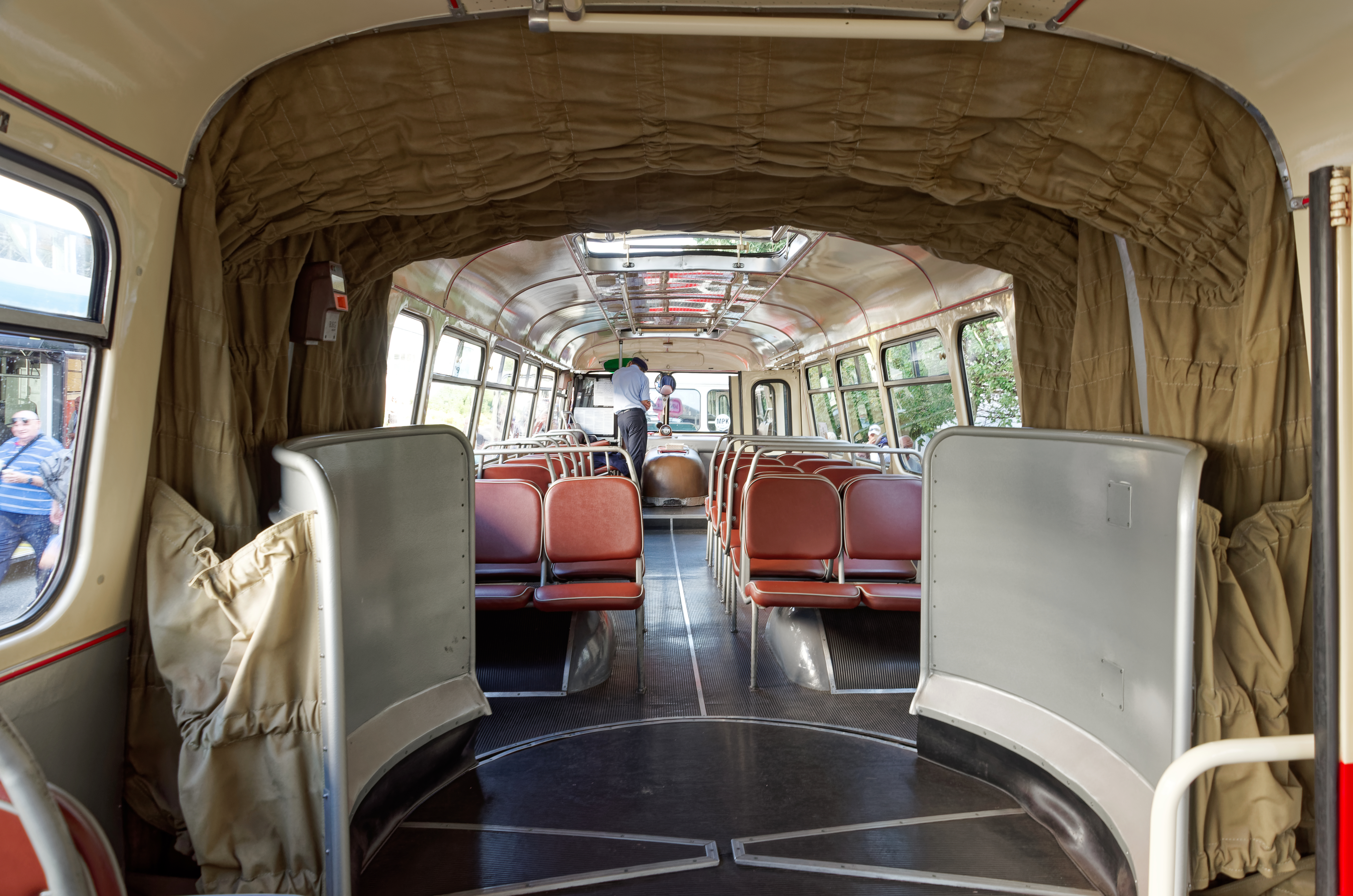
Połączenie członu przedniego z tylnym
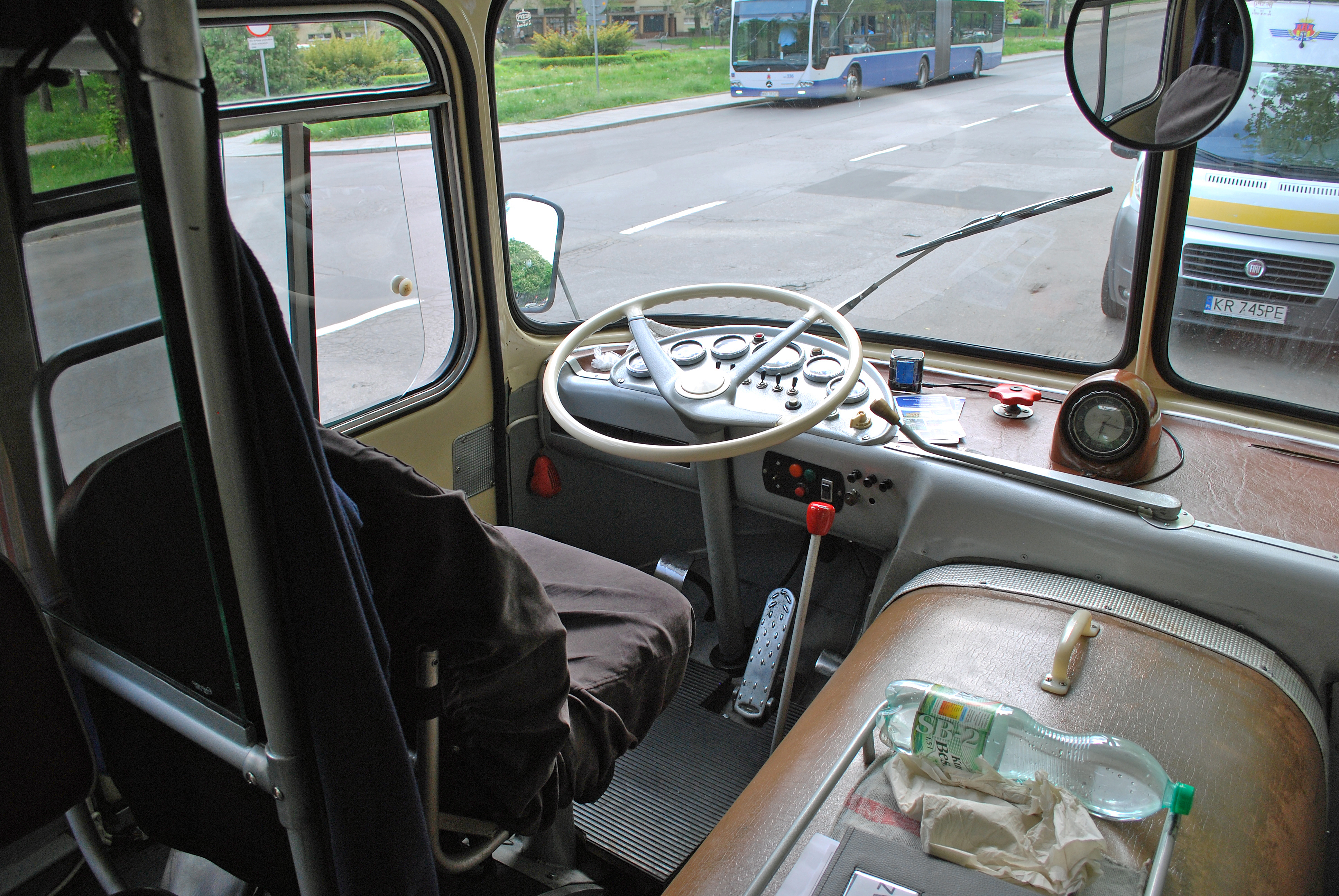
Stanowisko kierowcy